# Małecz
Małecz – wieś w Polsce położona w województwie łódzkim, w powiecie tomaszowskim, w gminie Lubochnia.
W skład wsi wchodzą przysiółki: Kapkaz, Pieńki, Kolonia Dworska, Kolonia Małecz, Moczydła.
W latach 1975–1998 miejscowość administracyjnie należała do województwa piotrkowskiego.

## Historia

### Związki z Andrzejem Fryczem Modrzewskim
W XVI wieku wieś Małecz została zakupiona wraz ze wsią Skrzynki przez znanego pisarza politycznego Andrzeja Frycza Modrzewskiego, który to zmarł w Wolborzu po dwóch miesiącach od nabycia tych dóbr. Najprawdopodobniej to w Małczu został pogrzebany, jednakże ze względu na fakt, iż był (według powszechnej dziś opinii) uznawany za heretyka, pochówek był potajemny i pomimo prób odnalezienia nieznane jest jego miejsce.
W 2003 roku podczas jubileuszu 35-lecia tutejszej Ochotniczej Straży Pożarnej obchodzono jednocześnie 500-lecie urodzin Andrzeja Frycza Modrzewskiego. 

### Parafia Małecz

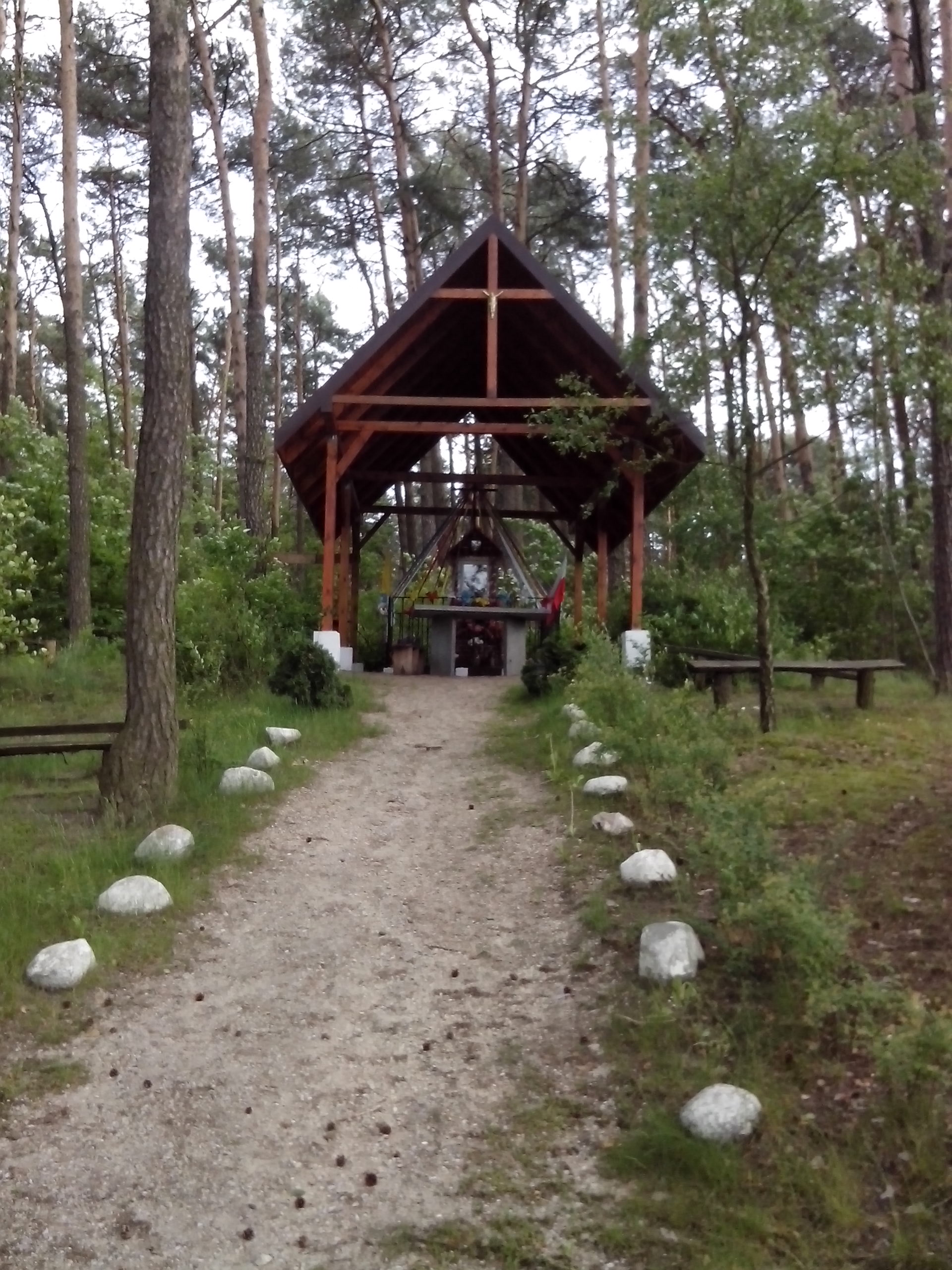

Małecz był przez pewien czas parafią. Małecz oraz Tarnowska Wola po upadku parafii znalazły się w Parafii Lubochnia. 
Obecnie na miejscu po byłym kościele stoi kapliczka, w której sporadycznie odprawiane są Msze Święte. Tradycyjnie ma to miejsce w dniu 3 maja w uroczystość Najświętszej Maryi Panny Królowej Polski oraz Święto Narodowe Trzeciego Maja. Inną regularną datą jest od kilkunastu lat 9 sierpnia, ma to związek z Łowicką Pieszą Pielgrzymką Młodzieżową, która po noclegu Mszą św. rozpoczyna kolejny dzień marszu. Ponadto Msze św. odprawiane są przy okazji lokalnych uroczystości np. rocznice Ochotniczej Straży Pożarnej.

## Zabytki
Według rejestru zabytków NID na listę zabytków wpisane są obiekty:
- zespół dworski, XVIII w., 2 poł. XIX w., nr rej.: 264 z 7.10.1976 i z 18.05.1994:
  - dwór
  - park

## Ośrodek Szkoleniowo-Wypoczynkowy Hufca ZHP Pabianice
Na zachodnim skraju wsi położony jest ośrodek Ośrodek Szkoleniowo-Wypoczynkowy Hufca ZHP Pabianice.